# Яновиці (Лімановський повіт)
Яновиці (пол. Janowice) — село в Польщі, у гміні Йодловник Лімановського повіту Малопольського воєводства.
Населення — 868 осіб (2011).
У 1975-1998 роках село належало до Новосондецького воєводства.

## Демографія
Демографічна структура станом на 31 березня 2011 року:
|          | Загалом | Допрацездатний вік | Працездатний вік | Постпрацездатний вік |
| -------- | ------- | ------------------ | ---------------- | -------------------- |
| Чоловіки | 408     | 84                 | 289              | 35                   |
| Жінки    | 460     | 122                | 251              | 87                   |
| Разом    | 868     | 206                | 540              | 122                  |